# Грудек (Белостокский повет)
Гру́дек (пол. Gródek; устар. Городок) — крупная деревня в Белостокском повете Подляского воеводства Польши. Административный центр гмины Грудек. Бывшее еврейское местечко. Находится на реке Супрасль примерно в 34 км к востоку от города Белостока. По данным переписи 2011 года, в деревне проживало 2599 человек. В деревне есть католический костёл Святого Сердца Иисуса (1934–1937), православная церковь Рождества Пресвятой Богородицы (1946–1970), часовня Богородицы (1862).

## История
В 1498 году в Грудеке, находившимся тогда в составе Великого княжества Литовского, магнатом Александром Ходкевичем был основан Супрасльский монастырь. В 1500 году монастырь был перемещён вниз по реке (ныне город Супрасль).
В конце XVIII деревня входила в состав Гродненского повета Трокского воеводства. В 1847 году «Гродковское еврейское общество» насчитывало 454 душ. Согласно переписи 1897 года, насчитывалось 3209 жителей, из них 2513 евреев. В 1909 году действовало одно мужское еврейское училище.
С 1990 года в деревне ежегодно проводится фестиваль белорусской альтернативной и рок-музыки «Басовище».